# Bras Cimon
La bras Cimon est un affluent de la rivière aux Vases, coulant sur la rive Nord-Ouest du fleuve Saint-Laurent, dans de la municipalité de Labrecque, dans les municipalités régionales de comté du Fjord-du-Saguenay et de Lac-Saint-Jean-Est, dans la région administrative de Saguenay-Lac-Saint-Jean, dans la Province de Québec, au Canada.
Le bassin versant du bras Cimon est surtout desservi par le chemin du 5e rang (route 172) de Saint-Ambroise qui passe sur la rive Sud, ainsi que par le chemin du 6e rang qui passe sur la rive Nord,,.
La foresterie constitue la principale activité économique du bassin versant ; les activités récréotouristiques, en second, surtout la villégiature ; l’agriculture, en troisième.
La surface du bras Cimon est habituellement gelée de la fin novembre au début avril, toutefois la circulation sécuritaire sur la glace se fait généralement de la mi-décembre à la fin mars.

## Géographie
Les principaux bassins versants voisins de la Bras Cimon sont :
- Côté Nord : Rivière aux Vases, rivière Shipshaw, lac Grenon, lac La Mothe ;
- Côté Est : Rivière Carribou, rivière Hood, rivière Valin, rivière Saguenay ;
- Côté Sud : Rivière Saguenay, rivière aux Vases, rivière Hood ;
- Côté Ouest : Rivière Shipshaw, rivière des Aulnaies, rivière Mistouk, rivière aux Harts, rivière à la Pipe, lac Saint-Jean[2].

La Bras Cimon prend sa source dans une zone de marais (longueur : 1,9 m) ; altitude : 135 m) à 3,0 km au Sud-Ouest du village de Saint-Honoré, à 1,7 km à l’Ouest du boulevard Martel. Cette source est située dans la municipalité Saint-Honoré, à :
- 5,2 km au Nord-Est de l’embouchure du bras Cimon (confluence avec la rivière aux Vases ;
- 8,4 km au Nord-Est de l’embouchure de la rivière aux Vases (confluence avec la rivière Saguenay) ;
- 7,6 km au Nord de la rivière Saguenay ;
- 10,6 m) au Nord-Ouest du centre-ville de Saguenay[2],[5].

À partir de l’embouchure du lac de tête (lac Labonté), la Bras Cimon coule sur 10,5 km vers l’Ouest, surtout en zones forestières, parfois agricoles, selon les segments suivants :
- 3,7 km vers l’Ouest, jusqu’au ruisseau Cornet (venant du Nord) ;
- 3,2 km vers le Sud jusqu’à la route Saint-Marc Ouest (sens Est-Ouest) ;
- 2,5 km vers le Sud en serpentant jusqu’à la confluence de la rivière Hood (venant de l’Est) ;
- 1,1 km vers le Sud-Ouest en recueillant quelques petits ruisseaux (venant du Sud-Est), jusqu’à l’embouchure de la rivière[2].

La bras Cimon se déverse sur la rive Est de la rivière aux Vases, presqu’à la limite de la municipalité de Saint-Ambroise. Cette embouchure est située entre la route Fillion et le chemin Ni-Jean ; entre la route 172 et la route des Sillons. Plus précisément, cette embouchure est à :
- 3,9 km au Nord de l’embouchure de la rivière aux Vases (confluence avec la rivière Saguenay) ;
- 7,0 km au Nord-Est du centre du village de Saint-Ambroise ;
- 8,2 km au Sud-Ouest du centre du village de Saint-Honoré ;
- 5,5 km au Nord du barrage de la centrale Shipshaw lequel est traversé par la rivière Saguenay ;
- 10,8 km au Nord-Ouest du centre-ville de Saguenay ;
- 114 km à l’Ouest de l’embouchure de la rivière Saguenay (confluence avec le fleuve Saint-Laurent)[2],[6].

## Toponymie
Le toponyme de « bras Cimon » a été officialisé le 8 août 1977 à la Banque des noms de lieux de la Commission de toponymie du Québec.